# Mathew Baynton
Mathew John Baynton (Southend-on-Sea, 18 de noviembre de 1980) es un actor, escritor, comediante, cantante, músico y guionista inglés.
Es principalmente conocido por ser miembro de la compañía británica Historias horribles; así como actor en Yonderland y Ghosts. También fue el cocreador, escritor y protagonista de la comedia The Wrong Mans. Otros papeles importantes en televisión incluyen a Deano en Gavin & Stacey, Chris Pitt-Goddard en Spy, Simon en Peep Show y los hermanos gemelos Jamie Winton y Ariel Conroy en You, Me and the Apocalypse.

## Filmografía

### Cine
| Año  | Título          | Papel                                        |
| ---- | --------------- | -------------------------------------------- |
| 2008 | 1234            | Neil                                         |
| 2008 | Telstar         | Ritchie Blackmore                            |
| 2009 | City Rats       | Barista                                      |
| 2010 | Hereafter       | Receptionista universitario                  |
| 2010 | Tooty's Wedding | Aiden                                        |
| 2010 | You Instead     | Tyko                                         |
| 2015 | Bill            | William "Bill" Shakespeare Varios personajes |
| 2015 | The Falling     | Mr. Hopkins                                  |
| 2023 | Wonka           | Felix Fickelgruber                           |

### Televisión
| Año          | Título                                       | Papel                                                |
| ------------ | -------------------------------------------- | ---------------------------------------------------- |
| 2007         | Learners                                     | Howard                                               |
| 2008         | Ashes to Ashes                               | Tom Robinson                                         |
| 2008         | Roman's Empire                               | Davvy                                                |
| 2008–2009    | Gavin & Stacey                               | Deano                                                |
| 2009         | Horne & Corden                               | Varios personajes                                    |
| 2009         | Brave Young Men                              | Dylan                                                |
| 2009         | New Town                                     | Derrin                                               |
| 2009         | Doc Martin                                   | Junior Chef                                          |
| 2009–2010    | The Armstrong & Miller Show                  | Varios personajes                                    |
| 2009–2014    | Historias Horribles                          | Varios personajes incluyendo Carlos II y Dick Turpin |
| 2010         | The King Is Dead                             | Varios personajes                                    |
| 2010         | The Fleet                                    | Van salesman                                         |
| 2010         | The Stephen K. Amos Show                     | Él mismo                                             |
| 2010–2012    | Peep Show                                    | Simon                                                |
| 2011         | BBC Proms: Horrible Histories Big Prom Party | Varios personajes                                    |
| 2011–2012    | Spy                                          | Chris Pitt-Goddard                                   |
| 2013–2014    | The Wrong Mans                               | Sam Pinkett                                          |
| 2013–2016    | Yonderland                                   | Varios personajes                                    |
| 2014         | Blandings                                    | Pongo Twistleton                                     |
| 2015         | You, Me and the Apocalypse                   | Jamie Winton, Ariel Conroy                           |
| 2016–present | Bob the Builder                              | Roland                                               |
| 2016–2017    | Drunk History                                | Varios personajes                                    |
| 2017         | Inside No. 9                                 | Ted                                                  |
| 2017         | Quacks                                       | William Agar                                         |
| 2017         | Thunderbirds Are Go                          | Jimmy, Crewman Hooper                                |
| 2018–2020    | The Split                                    | Rex Pope                                             |
| 2018         | Vanity Fair                                  | Bute Crawley                                         |
| 2019–present | Ghosts                                       | Thomas Thorne, Mick (Plague Ghost)                   |
| 2019         | Urban Myths                                  | Kenny Everett                                        |
| 2021         | Hitmen: Reloaded                             | Kieran Roberts                                       |
| 2021         | Death in Paradise                            | Colin Babcock                                        |
| 2022         | Ghosts                                       | Actor Pete                                           |
| 2023         | Murder is Easy                               | Dr. Thomas                                           |
| 2024         | A Good Girl's Guide to Murder                | Elliot Ward                                          |
| 2025         | Taskmaster                                   | Él mismo                                             |